# Genas
Genas ist eine französische Gemeinde mit 13.446 Einwohnern (Stand: 1. Januar 2022) im Département Rhône in der Region Auvergne-Rhône-Alpes. Sie liegt im Arrondissement Lyon und ist Teil des Kantons Genas. Die Einwohner werden Genassiens genannt.

## Geographie
Genas liegt etwa 15 Kilometer östlich von Lyon im Pays du Velin und wird umgeben von den Nachbargemeinden Meyzieu im Norden, Pusignan im Nordosten und Osten, Colombier-Saugnieu im Osten und Südosten, Saint-Bonnet-de-Mure im Süden, Saint-Priest im Südwesten und Chassieu im Westen.

## Geschichte
Die Gegend um Lyon war das Siedlungsgebiet der gallischen Stämme der Velauner und Allobroger.
Zwischen 1886 und 1890 wurde das Fort von Genas errichtet.

## Städtepartnerschaften
- Ronshausen, Hessen, Deutschland, seit 1976

## Persönlichkeiten
- Roger Muraro (* 1959), Pianist und Musikpädagoge

## Verkehr
Am westlichen Rand der Gemeinde führt die Route nationale 346 entlang.